# Margarethenkirche Voitsberg

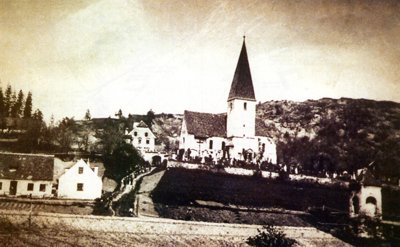
Die Margarethenkirche vor 1890

Die Margarethenkirche war ein römisch-katholisches Kirchengebäude in der Stadtgemeinde Voitsberg in der Weststeiermark. Lange Zeit war sie Pfarrkirche von Voitsberg. Sie wurde erstmals zu Beginn des 12. Jahrhunderts erwähnt und 1890 wegen des näher rückenden Bergbaues auf Braunkohle abgetragen. Schutzpatronin war die heilige Margareta von Antiochia. Seit 2004 erinnert eine Gedenkstätte an die Kirche.

## Lage
Der Standort der ehemaligen Kirche sowie die nähere Umgebung haben sich durch den Bergbau stark verändert. Durch den Katasterplan von 1823 lässt sich aber der Standort noch lokalisieren. Die Kirche stand an der heutigen Schießplatzstraße in der zu Voitsberg gehörenden Katastralgemeinde Tregist. Laut dem alten Katasterplan umfasste der Kirchengrund die Parzellen Nr. 251–306 der Katastralgemeinde Voitsberg-Vorstadt, wobei sich der Kern der Anlage mit Baufläche und Friedhof auf der Parzelle Nr. 305 befand. Die Pfarrkirche hatte die Baufläche Nr. 79, die Friedhofskapelle die Nr. 80, das Pfarrhaus stand auf Nr. 77 und das Nebengebäude beim Pfarrhaus hatte die Baufläche Nr. 78.
Heute befindet sich am ehemaligen Standort der Kirche eine Erinnerungs- und Gedenkstätte.

## Geschichte
Die Margarethenkirche wurde erstmals am 7. Jänner 1103 zusammen mit dem Stadelhof Zedernitz, dem ursprünglichen Siedlungskern von Voitsberg, urkundlich erwähnt. Nach der Gründung der Stadt Voitsberg kam es immer wieder zu Streitigkeiten, ob die Margarethenkirche weiterhin als Pfarrkirche genutzt werden sollte. Durch Ablässe erlebte die Kirche in den Jahren 1475, 1500 und 1519 neuen Zulauf. Vermutlich noch im 15. Jahrhundert wurde die Kirche im Osten durch den Anbau eines Chors erweitert. Im Jahr 1513 wurde die Michaelkirche zur neuen Pfarrkirche ernannt. Das bisherige flachgedeckte Langhaus der Margarethenkirche erhielt 1531 ein Gewölbe und auch eine neue Eingewölbung im 17. Jahrhundert ist wahrscheinlich. Der Kirchturm wurde 1538 an die Kirche angebaut. Ab 1645 war die Margarethenkirche Pfarrkirche für die zu Voitsberg gehörigen Landgemeinden, aber die Gottesdienste in dieser Kirche waren nur wenig besucht, die Orgel wurde nicht mehr gespielt und auch die Taufen fanden in der Michaelkirche statt. Ein Taufstein wurde aber 1646 aufgestellt. Ein weiterer Ablass im Jahr 1715 sowie Stiftungen von Bewohnern des Umlandes in den Jahren 1714, 1753, 1769 und 1783 brachten der Margarethenkirche erneuten Aufschwung und sicherten ihren Fortbestand. Die Kirchenfenster wurden im Laufe des 18. Jahrhunderts barockisiert. Im Zuge des Josephinismus wurde die Kirche 1785 als überflüssiges Gotteshaus angesehen und behördlich geschlossen, konnte aber 1791 wieder eröffnet werden. Die Pfarrrechte gingen schließlich 1812 von der Landpfarre an die Josefskirche. Nach 1823 wurde ein neues Mesnerhaus errichtet.
Das Gewölbe neben dem Kirchturm wurde 1831 durch einen Blitzschlag stark beschädigt und es mussten vorsorglich im gesamten Langhaus sowie im Chor Eisenschließen eingezogen werden, um weitere Schäden zu vermeiden. Trotz dieser Vorsichtsmaßnahmen gab es weiterhin Probleme mit dem Gewölbe, was sogar so weit ging, dass ab dem 23. März 1860 die Kirche wegen Einsturzgefahr durch eine Baukommission aus Graz behördlich gesperrt wurde. Der Stadtpfarrer bemühte sich in den folgenden Jahren um eine Wiederherstellung. Edmund Welzig & Anton Sczureck begannen 1856 mit der Errichtung des St.-Johannes-Nepomuk-Stollens auf dem Kirchengrund mit dem Bergbau auf Braunkohle. Bereits im darauffolgenden Jahr wurde der Stollen von der Graz-Köflacher Eisenbahn- und Bergbaugesellschaft (GKB) übernommen. Der Bergbau beeinträchtigte die Kirche immer weiter, als ab 1873 mehrere Kirchengründe von der GKB abgelöst wurden. Als 1876 einer der Stollen auf den Kirchengründen einbrach, forderte der Dechant zunächst eine Ablöse und Entschädigung, einigte sich mit der GKB aber schließlich auf eine Verpachtung der Gründe. Am 5. Jänner 1880 wurde die Gesamtablöse durch die GKB rechtskräftig. Diese drängte weiter darauf, dass die gesamten Kirchengründe verkauft werden sollten und führte schließlich ein Enteignungsverfahren gegen die Kirche. Der Pfarrer sah sich zum Verkauf des gesamten Kirchengrundes gezwungen. Mit der Eröffnung des neuen Stadtfriedhofs in Tregist wurden zahlreiche Gräber dorthin übertragen und jene Grabsteine, die in die Kirchenmauer eingelassen waren, wurden auf Wunsch der Grabinhaber teilweise in den Kreuzgang des Karmeliterklosters überführt. Bis zu Beginn des Jahres 1889 wurden auch die letzten Jahresgottesdienste an die Josefskirche übertragen. Als es klar wurde, dass eine Abtragung der Kirche bevorstand, entschloss sich der Pfarrer im Frühjahr 1889 zur Profanierung der Kirche. Die Kapseln mit den Reliquien wurden am 29. Mai 1889 aus den Altarmensen entnommen und in feierlicher Prozession in die Josefskirche überführt. Am 14. Juni 1890 trat die für die Abtragung zuständige Kommission ein letztes Mal in der Kirche zusammen. In den darauf folgenden Tagen begann der Abriss des gesamten Kirchengebäudes.
Ausgehend vom Stadtpfarrer Erich Linhardt wurde im Sommer 2004 am ehemaligen Standort der Kirche eine Erinnerungsstätte eröffnet.

## Beschreibung
Von der Kirche sind nur spärliche Beschreibungen überliefert. Zu ihnen zählen das älteste erhaltene Kircheninventar aus dem Jahr 1811 sowie eine Kirchenbeschreibung von August Janisch aus dem Jahr 1888.
Rund um die Kirche befand sich der Friedhof, der von einer Mauer mit Zugangstoren umgeben war. Der Grundriss der Kirche war 16 Meter lang sowie 8 Meter breit. Der massive Kirchturm schloss südlich an das vierte Joch des Langhauses an und hatte ein hohes Zeltdach. Im Turm hingen drei Glocken, deren größte noch aus dem Mittelalter stammte. Die mittlere Glocke wurden 1772 von Franz Sales Feltl in Graz gegossen und die kleinste Glocke stammte von Martin Feltl, der sie 1719 in Graz goss. Die Sakristei war nördlich an den Chor angebaut.
Das vierjochige und einschiffige Langhaus war im Kern romanisch und hatte ein auf vorgesetzten Wandpfeilern sitzendes, ursprünglich gotisches Stichkappentonnengewölbe ohne Gewölberippen, das möglicherweise aus dem 17. Jahrhundert stammte. Zuletzt stammte nur mehr das eigentliche Chorjoch aus der Zeit der Gotik. Der spätgotische Chor hatte einen Dreiachtelschluss. Am Fronbogen erinnerte eine Inschrift an den Blitzschlag im Jahr 1831. Im Erdgeschoß des Kirchturms befand sich zuletzt eine Taufkapelle.
Der Hauptaltar wurde 1727 barockisiert und neu gestaltet. Das kurz vor 1727 entstandene Altarbild befindet sich seit 1958 an einem Seitenaltar in der Josefskirche und zeigt die Heilige Margareta mit Kreuz und flankiert von einem Drachen, den sie mit einer Zange im Griff hat. Im Hintergrund des Bildes ist das Martyrium der Heiligen dargestellt. Des Weiteren standen zwei Figuren der Heiligen Barbara und Walburga auf dem Hochaltar, die sich ebenfalls heute in der Josefskirche befinden. Der Marien- und der Kreuzaltar wurden erstmals 1538 erwähnt. Der Marienaltar hatte ein großes Altarbild, das die heilige Maria mit dem Jesuskind zeigt, wie sie dem heiligen Dominikus einen Rosenkranz überreicht. Das kleine Altarbild stellte die Heilige Dreifaltigkeit dar. Am Altar stand zudem eine Figur des heiligen Nikolaus. Es ist möglich, dass der Marienaltar 1752 umgestaltet wurde. Das große Altarbild des Kreuzaltars zeigte die Kreuzigung Christis und das kleine Bild zeigte eine Darstellung des heiligen Georgs. Eine Figur des heiligen Benedikt stand am Altar. Ein weiterer, dem heiligen Veit gewidmeter Seitenaltar stammte aus dem Jahr 1682. Zwei neue Seitenaltäre wurden am 21. Mai 1727 zu Ehren der Heiligen Maria und Josef von Nazaret sowie Veit und Georg geweiht. In der Taufkapelle hing ein Bild mit einer Darstellung der Taufe Jesu durch Johannes den Täufer.
An der linken Seite des Fronbogens und damit zwischen Langhaus und Chor befand sich die über eine kleine Holzstiege erreichbare Kanzel, die aus derselben Zeit wie die beiden Seitenaltäre stammte. Die barocken Reliefbilder am Kanzelkorb zeigten die vier Kirchenlehrer. Der Schalldeckel war mit zwei Engelsfiguren sowie vom Heiligen Geist in Gestalt der Taube gekrönt. Die Orgel wurde in den Kircheninventaren des 19. Jahrhunderts immer wieder erwähnt, aber nicht näher beschrieben. Sie hatte acht Register und zum Schluss funktionierten nur mehr 40 der hölzernen Orgelpfeifen. Das Sakramentshäuschen aus dem Jahr 1536 stand an der nördlichen Chormauer. Die Kirchenfenster wurden im 18. Jahrhundert barockisiert. Das Gewölbe war im Langhaus sowie im ersten Chorjoch mit Fresken geschmückt, die an Arbeiten von Joseph Adam von Mölk erinnerten und aus dem späten 18. Jahrhundert stammten. Am Fronbogen zeigte ein Fresko das Letzte Abendmahl.
Die Friedhofskapelle wurde erstmals 1752 als Karner erwähnt; ihr Schutzpatron war der heilige Wolfgang von Regensburg. Vermutlich steht eine Altarweihe von 1682 zu Ehren des heiligen Wolfgang im Zusammenhang mit einer Umgestaltung dieser Kapelle im 17. Jahrhundert. Das Pfarrhaus stand westlich der Kirche und wurde in der Mitte des 16. Jahrhunderts als baufällig beschrieben. Nach 1586 wurde das alte Pfarrhaus durch einen Neubau ersetzt, der in der zweiten Hälfte des 18. Jahrhunderts im Stil des Spätbarocks umgestaltet wurde.

## Erinnerungs- und Gedenkstätte

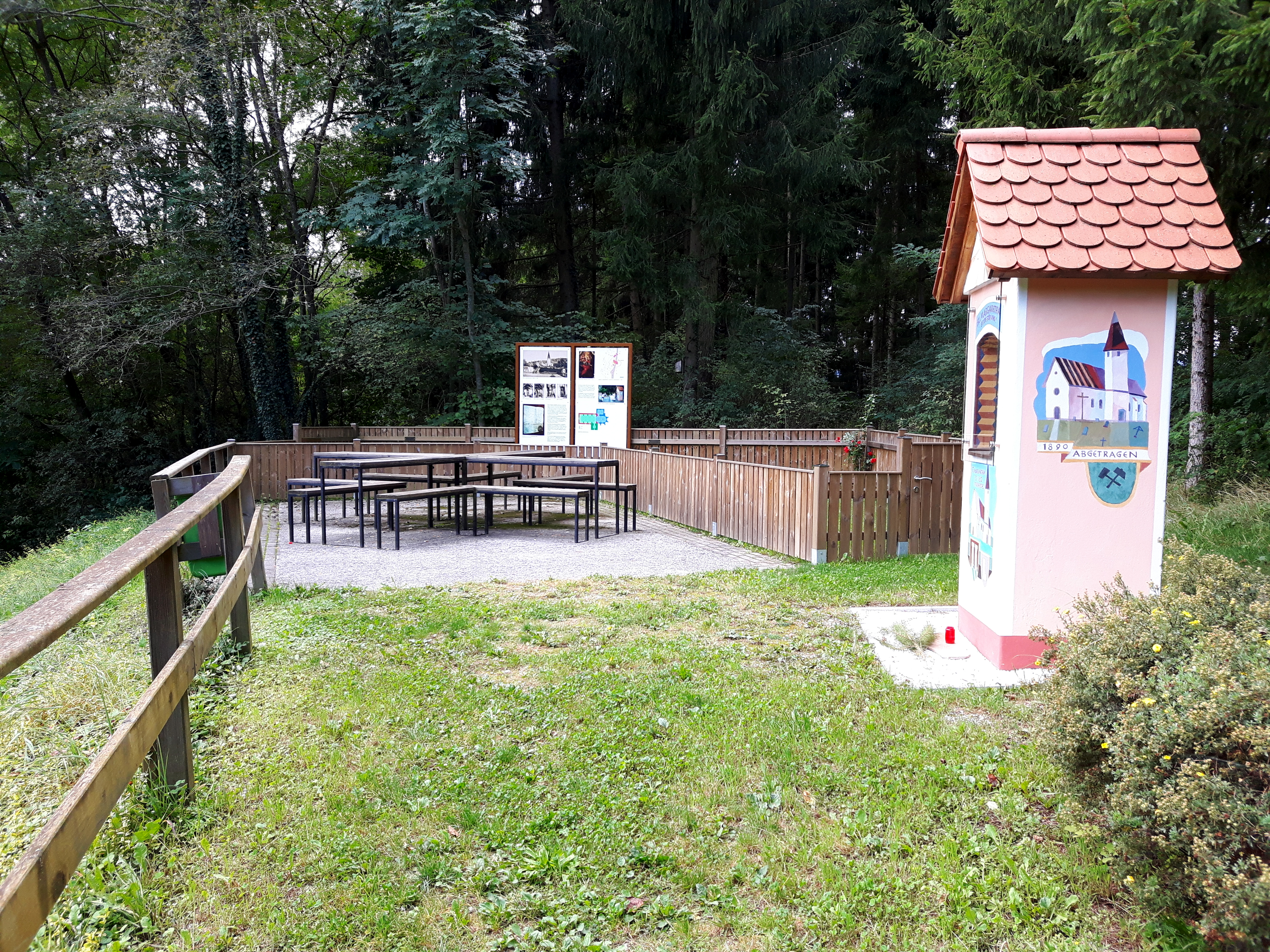
Die Erinnerungs- und Gedenkstätte

Seit dem Sommer 2004 ist am ehemaligen Standort der Kirche eine von Franz Weiss und Michael Gumhold gestaltete Erinnerungs- und Gedenkstätte angelegt. Sie besteht aus einem Bildstock und kreuzförmig aufgestellten Tischen und Bänken, die als eine Art Markierung dienen. Auf dem Gelände stehen zudem mehrere Schaukästen mit Bildern und Informationen über die alte Kirche.